# 자남극
자남극(South magnetic pole) 또는 자남은 지구의 자기장이 수직의 위 방향으로 가리키는 지구 표면의 지점으로, 시간이 지남에 따라 점점 이동한다. 자북은 흔히 '지자기 남극(Geomagnetic pole)'과 혼동되기도 한다.
2008년의 자남은 (65°S 138°E°)에 놓여 있었다. 그 반대쪽은 자북으로, 지구 자기는 완벽한 대칭이 아니므로, 자남은 자북의 지리상의 반대 지점이 아니다. 자북에서 자남을 지나는 선은 지구의 중심을 지나지 않으며, 실제로는 약 530km 떨어진 곳을 지나간다.

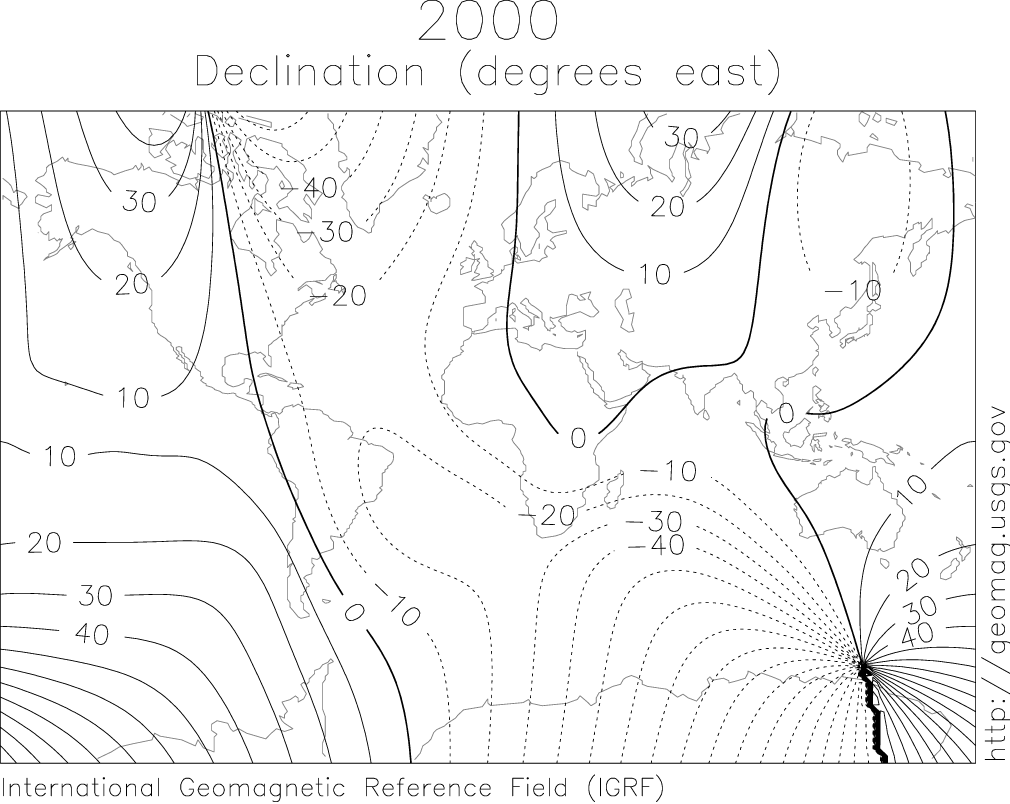
IGRF의 지자기 편차 지도

## 같이 보기
- 남극점
- 도달불능극
- 자북극